# 苏扬
苏扬（1924年—），男，江苏丹阳人，中国作曲家、音乐指挥，曾任中国音乐家协会常务理事。